# Zbigniew Musiński
Zbigniew Musiński – polski perkusista, w latach 1984–1987 członek zespołu Siekiera.
Na perkusji nauczył się grać samodzielnie. Do Siekiery trafił krótko po koncercie zespołu na festiwalu w Jarocinie w 1984 roku. W Siekierze grał aż do rozpadu zespołu w 1987 roku. W 1989 roku Zbigniew Musiński wyjechał do Berlina Zachodniego. Obecnie mieszka w Norymberdze.

## Dyskografia
- Nowa Aleksandria (1986)
- Jest bezpiecznie / Misiowie puszyści (singel; 1986)
- Jak punk to punk (1986) – utwory: „Ja stoję, ja tańczę, ja walczę” i „Ludzie wschodu”